# Zosterops ponapensis
El anteojitos de Ponapé (Zosterops ponapensis) es una especie de ave paseriforme de la familia Zosteropidae endémica de la isla de Ponapé, en las islas Carolinas, un archipiélago de la Micronesia. Anteriormente se consideraba una subespecie del anteojitos cenizo.

## Distribución y hábitat
El anteojitos de Ponapé se encuentra únicamente en la isla de Ponapé, en el subarchipiélago de las islas Senyavin de las Carolinas y perteneciente a los Estados Federados de Micronesia. Su hábitat natural son los bosques húmedos tropicales isleños.